# 杨园铁四院站
杨园铁四院站位于中华人民共和国湖北省武汉市武昌区，是武汉地铁5号线的地铁车站。

## 车站结构
杨园铁四院站位于和平大道与才林街交叉路口下，车站沿和平大道布置。车站为地下二层单柱岛式车站，其中地下一层为站厅层，地下二层为站台层。车站主体结构外包总长232.2m，总宽21.1m（有效站台中心处），采用明挖顺做法施工。车站共设置共4个出入口，1个疏散口及2组风亭。

### 车站出口
|                                                 |      |      |  |
| 出口編號                                        | 設施 | 照片 |  |
| A                                               |      |      |  |
| B                                               |      |      |  |
| C                                               |      |      |  |
| D                                               |      |      |  |
| 注： 設有升降機 \| 設有輪椅升降台 \| 設有洗手間 |      |      |  |

## 鄰近地點
中铁第四勘察设计院集团有限公司、四美塘公园。

### 内部链接
- 武汉地铁车站列表